# Gabriel De Michèle
Gabriel De Michèle (6 de març de 1941) és un exfutbolista francès.

## Selecció de França
Va formar part de l'equip francès a la Copa del Món de 1966.

## Palmarès
FC Nantes
- Ligue 1: 1965, 1966, 1973